# Paulo Villaça
Paulo Barbosa Villaça (Bauru, 23 de maio de 1933 — Rio de Janeiro, 24 de janeiro de 1992), mais conhecido como Paulo Villaça, foi um ator, jornalista, diretor de teatro, professor, publicitário, escritor, produtor e garoto-propaganda brasileiro.

## Biografia
Foi professor de literatura, jornalista e publicitário até estrear no cinema como ator na década de 1960. O sucesso chegou com o papel principal no filme O Bandido da Luz Vermelha em 1968, de Rogério Sganzerla.
Fez mais de 20 filmes, ficando bastante identificado com o movimento do Cinema Marginal. Ao mesmo tempo construiu uma sólida carreira no teatro, participando da EAD e do Teatro Oficina, e fazendo peças importantes como Navalha na Carne, Fala Baixo Senão Eu Grito e Grande e Pequeno.
Na televisão destacam-se papéis em O Bofe da Rede Globo e em Os Adolescentes da Rede Bandeirantes. Também participou de minisséries como Quem Ama Não Mata e Chapadão do Bugre e das novelas Helena e Vale Tudo, entre outras.
Seu último trabalho foi o filme Perfume de Gardênia, de Guilherme de Almeida Prado, no qual homenageava seu grande papel no cinema, o lendário Bandido da Luz Vermelha.
Morreu no Rio de Janeiro por complicações decorrentes da AIDS. Foi sepultado no Cemitério de São João Batista, em Botafogo.
Nos anos 1970, foi casado com a atriz Marília Pêra.

## Trabalhos

### No cinema
| Ano  | Título                                  | Personagem                |
| ---- | --------------------------------------- | ------------------------- |
| 1992 | Perfume de Gardênia                     | Ladrão                    |
| 1990 | O Quinto Macaco                         | Watts                     |
| 1988 | Prisoner of Rio                         | Dr. Falcão                |
| 1988 | Banana Split                            | —                         |
| 1988 | A Dama do Cine Shanghai                 | Desdino                   |
| 1988 | Quincas Borba                           | Quincas Borba             |
| 1988 | Eternamente Pagu                        | Thiers Galvão de França   |
| 1987 | Leila Diniz                             | Chefe de polícia          |
| 1986 | O Homem da Capa Preta                   | Maragato                  |
| 1986 | Fulaninha                               | Armando                   |
| 1982 | Aventuras de um Paraíba                 | Miguel                    |
| 1982 | Rio Babilônia                           | Dante                     |
| 1981 | O Torturador                            | Coronel                   |
| 1980 | Os Trombadinhas                         | Detetive Bira             |
| 1980 | O Gigante da América                    | —                         |
| 1979 | A República dos Assassinos              | Erasmo                    |
| 1979 | O Princípio do Prazer                   | Otávio                    |
| 1978 | A Dama do Lotação                       | Malandro                  |
| 1978 | Nos Embalos de Ipanema                  | André                     |
| 1977 | Paranóia                                | João                      |
| 1977 | Gente Fina É Outra Coisa                | Rogério                   |
| 1977 | Ajuricaba, o Rebelde da Amazônia        | Belchior Mendes de Morais |
| 1975 | O Lobisomem                             | Satanás                   |
| 1974 | O Forte                                 | Jairo                     |
| 1973 | Sagarana, o Duelo                       | —                         |
| 1972 | Revólveres Não Cospem Flores            | Ecchio                    |
| 1972 | Um Pistoleiro Chamado Caviúna           | —                         |
| 1971 | Mangue Bangue                           | —                         |
| 1971 | Lúcia McCartney, uma Garota de Programa | O amigo                   |
| 1971 | Em Família                              | Filho                     |
| 1970 | OSS 117 prend des vacances              | —                         |
| 1970 | Copacabana Mon Amour                    | Dr. Grilo                 |
| 1970 | Beto Rockfeller                         | Homem da aposta na festa  |
| 1970 | Jardim de Guerra                        | Basbaum                   |
| 1970 | Perdidos e Malditos                     | Almeida                   |
| 1970 | Os Senhores da Terra                    | —                         |
| 1969 | A Mulher de Todos                       | Ramón                     |
| 1969 | Um Diamante e Cinco Balas               | —                         |
| 1968 | O Bandido da Luz Vermelha               | Bandido da Luz Vermelha   |
| 1968 | O Matador                               | —                         |

### Na televisão
| Ano  | Título                      | Personagem       | Notas                           |
| ---- | --------------------------- | ---------------- | ------------------------------- |
| 1990 | Barriga de Aluguel          | Desembargador    |                                 |
| 1990 | Fronteiras do Desconhecido  | Guilherme        | Episódio: "O Teu Nome: Marília" |
| 1989 | Colônia Cecília             | Delegado Tavares |                                 |
| 1988 | Vale Tudo                   | Gustavo          |                                 |
| 1988 | Chapadão do Bugre           | Perciva          |                                 |
| 1987 | Helena                      | Salvador         |                                 |
| 1986 | Selva de Pedra              | Juiz             |                                 |
| 1986 | Anos Dourados               | Joel             |                                 |
| 1985 | Armação Ilimitada           | Conde Drácula    |                                 |
| 1985 | Tudo em Cima                | Dr. Ciro Benetti |                                 |
| 1984 | A Máfia no Brasil           | Alfredo Adauto   |                                 |
| 1982 | Quem Ama Não Mata           | Raul             |                                 |
| 1981 | Os Adolescentes             | Odilon           |                                 |
| 1972 | O Bofe                      | Paulo            |                                 |
| 1969 | Super Plá                   | Cícero           |                                 |
| 1967 | O Jardineiro Espanhol       | —                |                                 |
| 1967 | O Morro dos Ventos Uivantes | José             |                                 |

## No teatro
- 1988 - Os Reis do Ferro-Velho
- 1986 - A Honra Perdida de Katharina Blum
- 1985 - Grande e Pequeno
- 1984 - Isadora e Oswald
- 1980 - Tem Um Psicanalista na Nossa Cama
- 1977 - Torre de Babel
- 1977 - A Passagem da Rainha
- 1976 - Gente Fina É Outra Coisa
- 1970/1971 - Cemitério dos Automóveis
- 1969 - O Cinto Acusador
- 1969 - Fala Baixo Senão Eu Grito
- 1967 - Navalha na Carne
- 1967 - Shakespeare, Shakespeare
- 1966 - Quatro num Quarto
- 1966 - Os Inimigos
- 1965 - O Caso Oppenheimer
- 1965 - Electra
- 1964 - As Artimanhas de Scapino
- 1964 - Da Arte de Bem Governar
- 1963 - Pedreira das Almas
- 1962 - Macbeth
- 1962 - O Demorado Adeus
- 1957 - A Falecida

Fonte: